# Browning-System

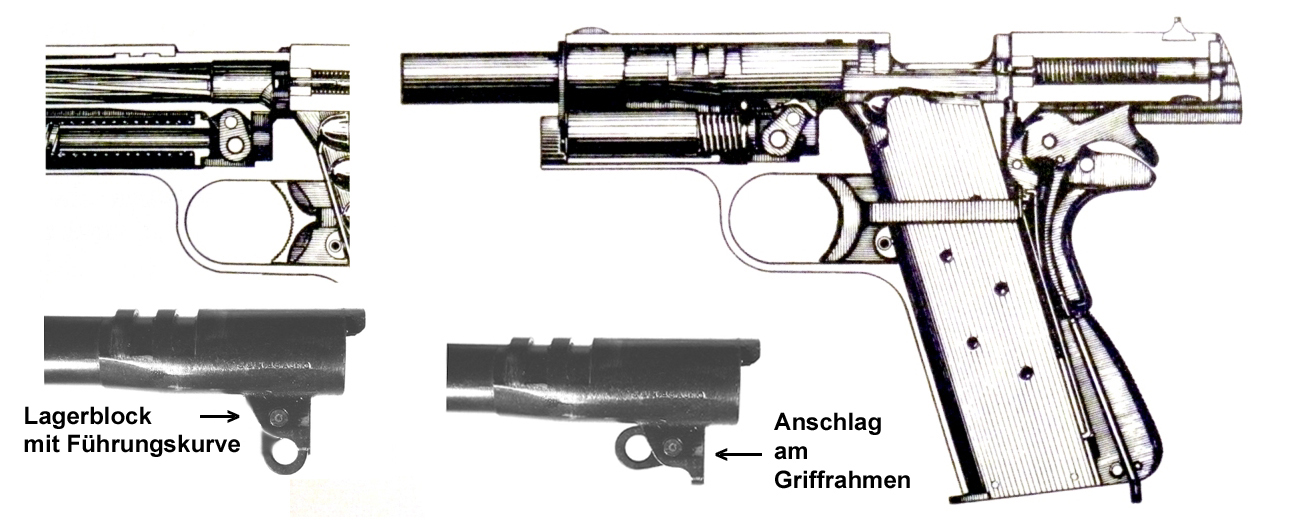
Browning-System (Colt M1911): Verriegelungskamm auf dem Lauf, unten Lagerblock mit Kettenglied

Das Browning-System ist ein Verschluss-System für Selbstladepistolen. Es ermöglicht die Verwendung von Munition, für die ein unverriegelter Masseverschluss zu schwach ist. Hauptmerkmal ist ein kurz zurückgleitender Lauf, der mit dem Schlitten formschlüssig verriegelt ist, wenn die Waffe schussbereit ist. Der Verschluss bleibt nach der Zündung der Patrone so lange verriegelt, bis der Gasdruck ausreichend abgesunken ist. Das Browning-System wird bis heute – teils in verbesserter Form – verwendet und ist das hauptsächlich vorkommende Verriegelungssystem bei Selbstladepistolen. 
Bekannte Vertreter von Varianten dieser Bauweise sind die FN High Power, die SIG P210, Walther P99 und die Glock-Pistole.

## Geschichte
Erfinder dieses Systems war der Amerikaner John Moses Browning (1855–1926). Bereits 1900 kam die erste Selbstladepistole mit diesem Verschlusssystem, der Colt Modell 1900, auf den Markt. Die wohl bekannteste Anwendung ist der Colt M1911 („Colt Government“).

## Vorteile
Verglichen mit anderen Systemen besticht das System von Browning besonders durch seine Einfachheit. Das System ist unempfindlich gegen Schmutz und Staub und hat sich als äußerst zuverlässig erwiesen. Die Produktionskosten sind im Vergleich zu anderen modernen Verschlusssystemen niedriger. Das Browning-System gilt deshalb als eine bedeutende handfeuerwaffentechnische Entwicklung.

## Funktionsweise

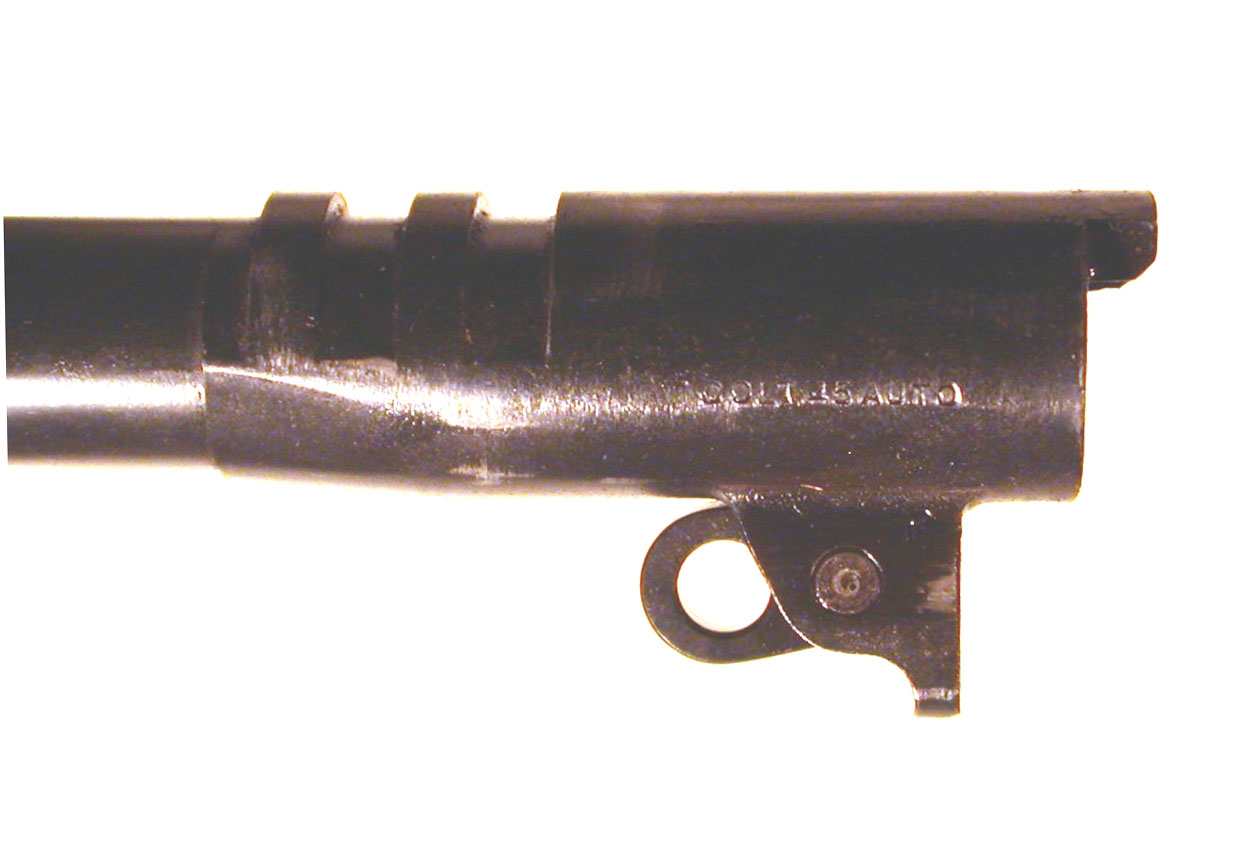
Colt M1911A1, Laufende mit Lagerblock und Kettenglied

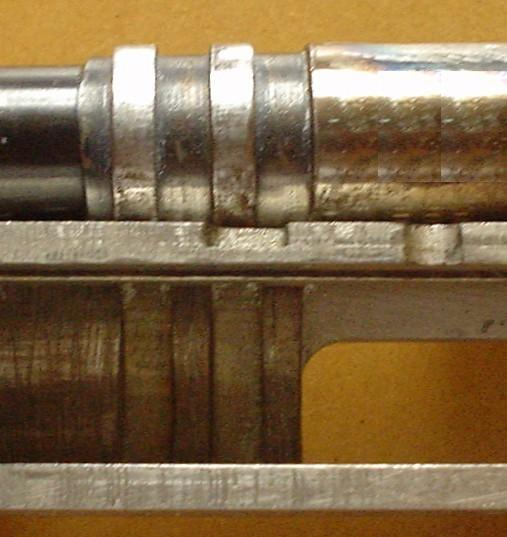
Verriegelungskämme am Lauf (oben) und korrespondierende Nuten im Schlitten (unten)

Im Moment der Schussauslösung bilden Lauf und Verschluss (auch „Schlitten“ genannt) eine Einheit, da sie mittels zweier Verriegelungskämme auf dem Lauf und korrespondierende Nuten im Verschluss miteinander verbunden sind. Nach der Schussauslösung werden beide durch den Rückstoß nach hinten beschleunigt. Da das hintere Laufende über ein Kettenglied gelenkig mit dem Griffstück verbunden ist, wird es mit fortschreitender Rückwärtsbewegung nach unten gekippt und die Verriegelungskämme scheren aus den Nuten des Verschlusses aus. Das System ist entriegelt. Der Lauf wird durch Anschlagen des Lagerblockes am Widerlager des Griffstückes im Rücklauf gestoppt. Die bis zum Beginn der Trennung von Lauf und Verschluss notwendige Strecke heißt Unterstellstrecke. Sie wird benötigt, um das System so lange verriegelt zu halten, bis sich der Gasdruck entspannt hat.
Der Verschluss bewegt sich durch die ihm erteilte kinetische Energie weiter nach hinten und nimmt mit der Auszieherkralle die abgeschossene Patronenhülse mit, bis diese am Auswerfer anschlägt und aus dem Auswurffenster geschleudert wird. Im weiteren Rücklauf spannt der Verschluss die Schließfeder und den Abzugsmechanismus der Waffe. Am hinteren Totpunkt angelangt, wird der Verschluss durch die Schließfeder wieder nach vorne getrieben, nimmt mit dem Stoßboden die aus dem Magazin nachgerutschte Patrone mit und führt diese ins Patronenlager ein. Daraufhin wird der Lauf wieder mitgenommen und durch das Kettenglied und die Leitkurve vorne auf dem Lagerblock wieder nach oben in seine Ausgangsposition gebracht. Die Waffe ist wieder verriegelt und schussbereit.
Ursprünglich war der Lauf mit zwei Kettengliedern, eines vorne, eines hinten am Lauf, mit dem Griffstück verbunden. Beim Rücklauf wurde er parallel heruntergezogen, diese Waffen werden deshalb als Parallel Ruler bezeichnet. Die erste bei Colt in Serie hergestellte Browning-Pistole mit diesem System war das Colt Modell 1900, die letzte dieser Art war das Colt Military Model of 1905.

## Weiterentwicklungen
Spätere Konstrukteure ersetzten das Kettenglied durch eine Steuerkulisse, andere die Verriegelungskämme durch das blockförmige Laufende, das direkt im Hülsenauswurffenster verriegelt.

### Verriegelungskämme mit Kettenglied (Tokarew-Pistolen)

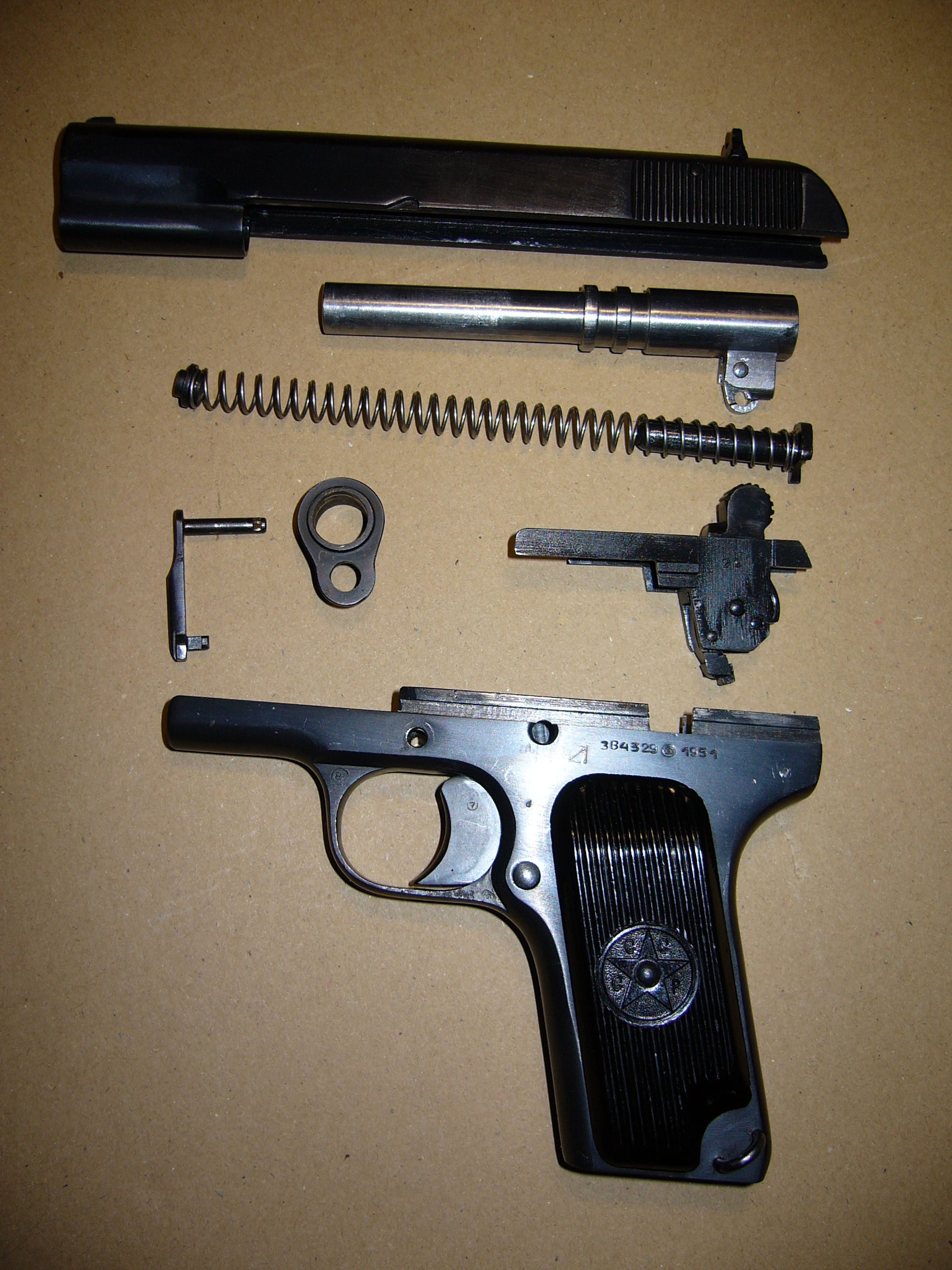
Field strip: TT-33, zerlegt

Die Tokarew-Pistolen TT-30 und TT-33 konnten nach Ablauf der Colt-Patente das unveränderte Browning-System verwenden. Bei der späteren TT-33 wurde ein Bearbeitungsgang gespart, indem die Verriegelungskämme umlaufend um den gesamten Laufumfang ausgeführt wurden.

### Verriegelungskämme mit Steuerkulisse (Browning-FN-System)

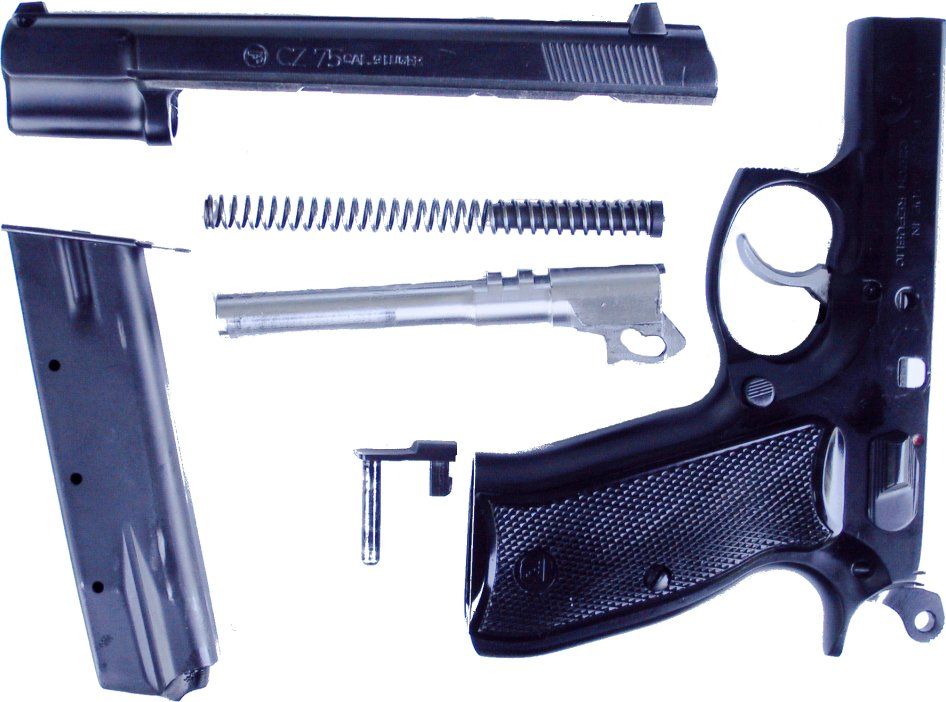
Browning-FN-System (ČZ 75)

Im Rahmen seiner späteren Tätigkeit für die belgische FN Herstal entwickelte Browning bereits vor 1928 eine neue Version seines Systems, um die Colt-1911-Patente nicht zu verletzen. Das Funktionsprinzip bleibt gleich, das Entriegeln des Laufes erfolgt aber nicht mehr über ein beweglich gelagertes Kettenglied, sondern mittels einer fest am Lauf befindlichen Steuerkurve. Die Steuerkurve war bereits damals unten offen. Mit geschlossener Steuerkurve wurde dieses System ab 1935 als FN Browning HP in Großserie hergestellt.

### Verriegelungsblock mit Kettenglied (Saint-Étienne Modell 1935S)

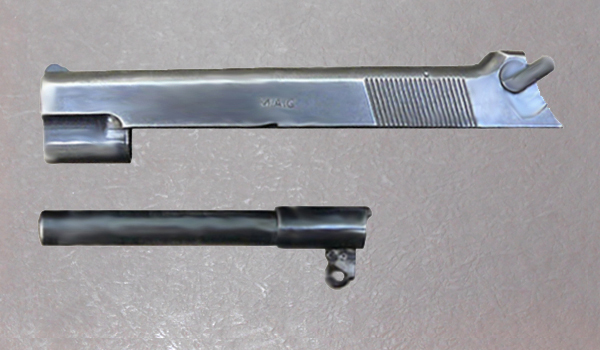
Lauf und Schlitten der St.-Étienne Modell 1935S

Während die von Charles Petter bei Société Alsacienne de Constructions Mécaniques (SACM) entwickelte Selbstladepistole Modell 1935A das unveränderte Browning-System verwendete, wurde in der Parallelentwicklung der Société Manufacturière d’Armes Saint-Étienne, Selbstladepistole Modell 1935S, das System dahingehend vereinfacht, dass die Verriegelung über eine wulstartige Verdickung des Laufes im Hülsenauswurffenster des Schlittens erfolgt. Hinten wurde gegen den Stoßboden des Schlitten oben formschlüssig mittels einer Nase im Patronenlager abgestützt. Der Lauf ist weiterhin durch ein Kettenglied mit dem Rahmen verbunden.

### Verriegelungblock mit Steuerkulisse (modifiziertes Browningsystem)

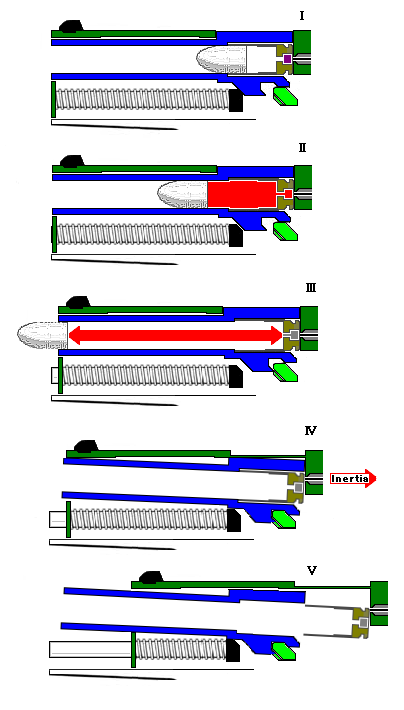
Beim Sig Sauer System verriegelt der Lauf im Auswurffenster. Die Steuerkulisse ist offen. Der Lauf beginnt erst dann zu kippen, nachdem das Geschoss den Lauf verlassen hat. Dies erhöht die Präzision gegenüber dem klassischen Browning-System.

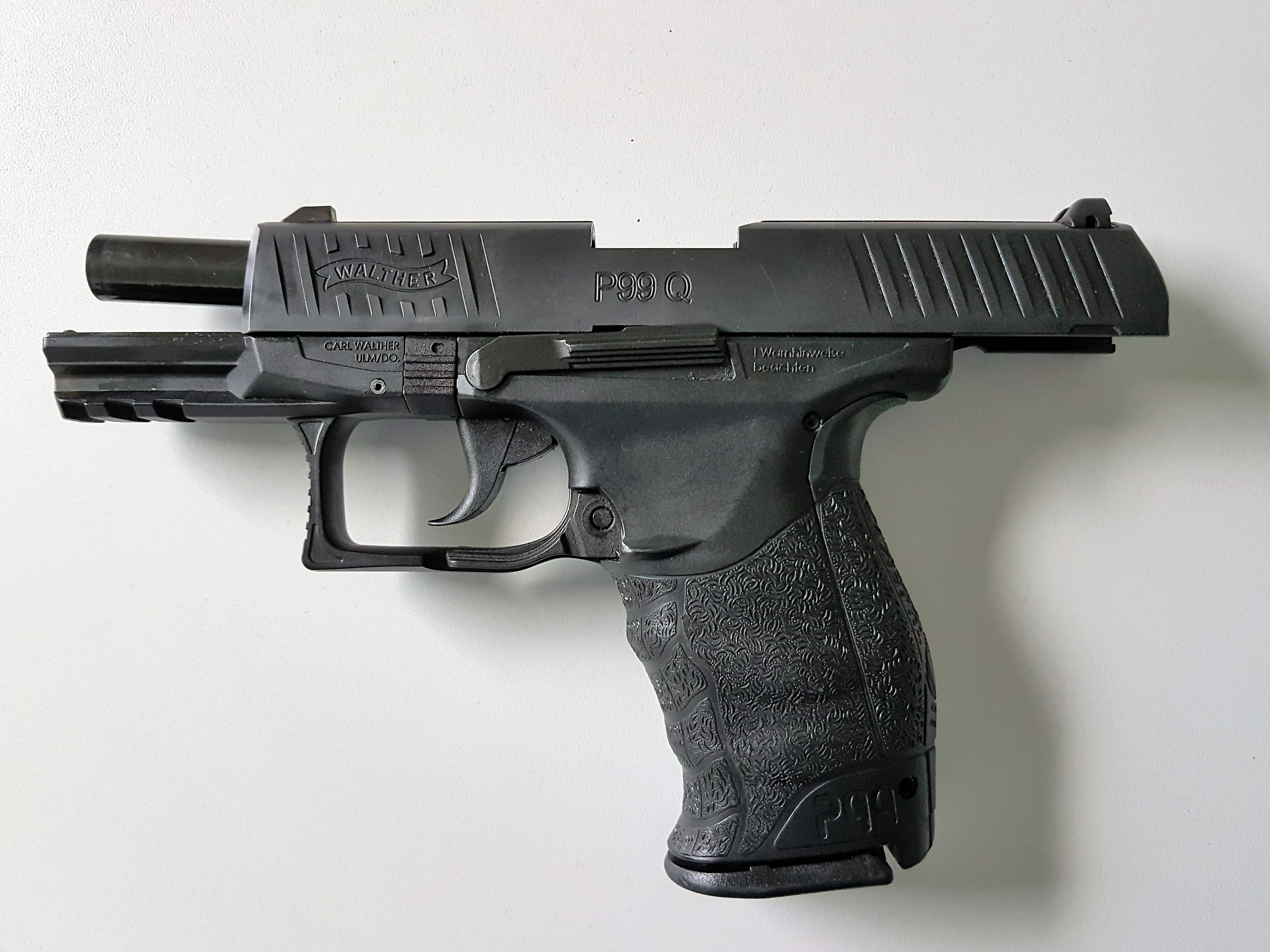
Walther P99Q mit hinten arretiertem Verschluss und gekipptem Lauf

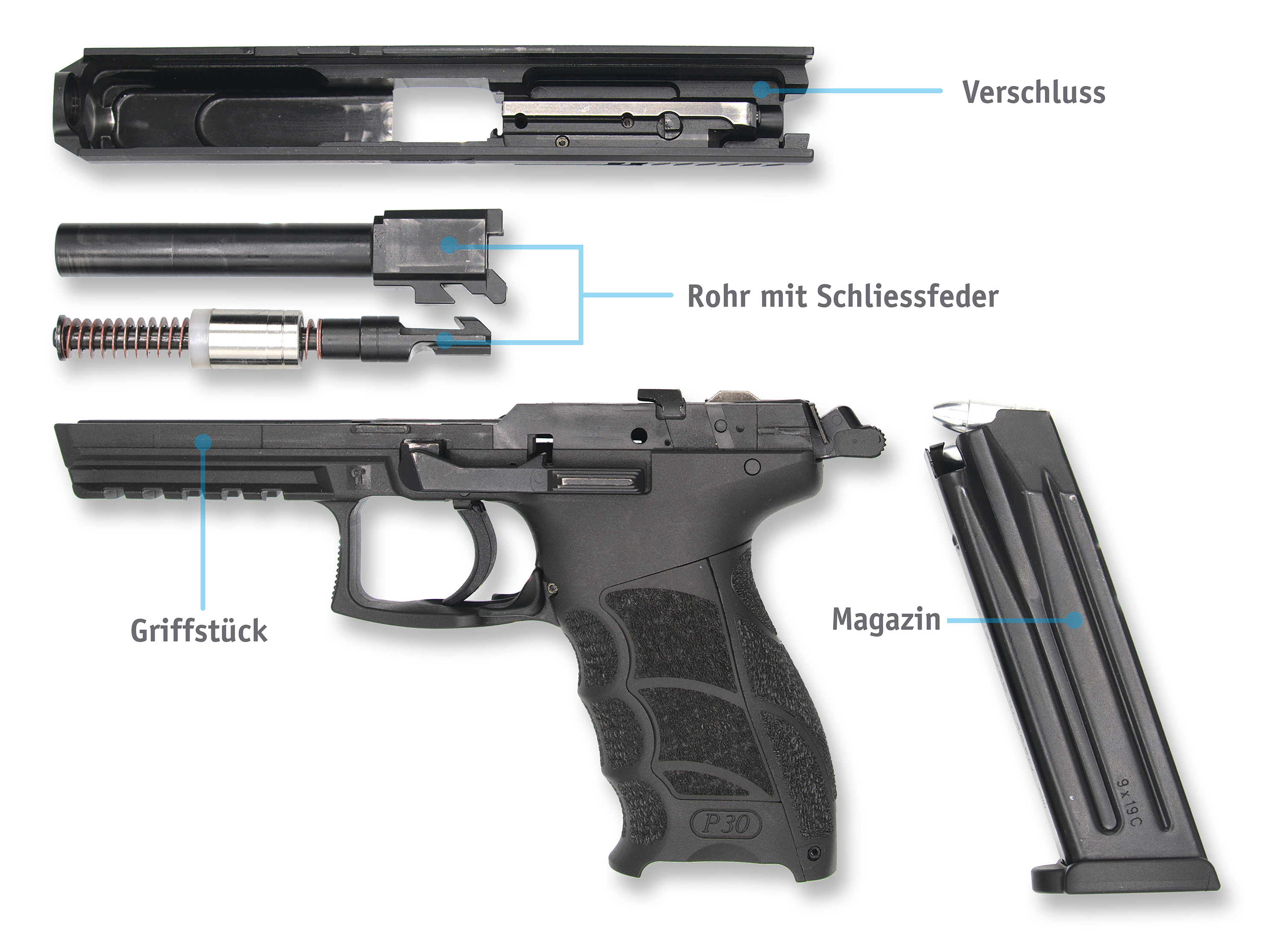
HK P30L

Anfang/Mitte der 1940er-Jahre wurden bereits von der Schweizerischen Industriegesellschaft (SIG) die Rechte an der „S“-Variante mit Schulterverriegelung gekauft, aber vorerst nicht angewendet. In der ab 1942 angeschobenen Entwicklung zur späteren schweizerischen Armeepistole (SIG P210) wurde kurioserweise wieder das Browning-FN-System mit zwei Verriegelungskämmen und geschlossener Steuerkulisse verwendet. Anscheinend stufte man bei der SIG dieses System noch als das höherwertige ein. Mitte der 1970er-Jahre erst wurde die Schulterverriegelung der „S“-Variante dann in der Pist 75 / SIG P220 angewendet und deshalb seitdem auch der SIG als „SIG-Sauer-System“ oder „Browning-SIG-System“ zugeschrieben. Historisch ganz korrekt ist das nicht, da ursprünglich dieses System eine Entwicklung der M.A.S. in St. Etienne / Frankreich war.
Das mit der SIG P220 eingeführte System kombiniert den Verriegelungsblock der St.-Étienne Modell 1935S mit der Steuerkulisse des Browning-FN-Systems, wobei der Verriegelungsblock quaderförmig ist und mittels einer sehr exakt ausgelegten Verriegelungsschulter im Schlitten vorn, sowie hinten mit einer meist relativ breiten Nase im Stoßboden verriegelt. Die Steuerkulisse unterhalb des Patronenlagers ist wie bei Brownings Patent von 1927 nicht mehr geschlossen, sondern offen: An Stelle der Achse des Schlittenfanghebels durch die geschlossene Kulisse steuert nun eine entsprechend ausgeformte flächige Kulisse unterhalb des Patronenlagers gegen eine weitere, fest im Griffstück integrierte Ebene mit entsprechender Ausprägung die Laufabsenkung – und damit die Entriegelung. Dieses System lässt sich einfacher herstellen und verfügt über eine erhöhte Verschleißstabilität auf Grund der besser verteilten Krafteinleitung in der Verriegelungsschulter. Die flächig-geraden Verbindungen und Oberflächen lassen sich mittels CNC-Fertigung einfach und hochpräzise herstellen. Allerdings macht diese Verschlussart die Verwendung von sehr hochwertigen Stählen notwendig.
Es wird bei allen modernen Pistolen der Unternehmen Glock, Steyr Mannlicher und Walther angewendet.

## Browning-Pistolen mit Masseverschluss
Die seit der Jahrhundertwende 1900 hergestellten Taschenpistolen von Browning im Kaliber 6,35 mm Browning und die etwas größeren Pistolen im Kaliber 7,65 mm Browning und 9 mm kurz kommen ohne Verriegelung aus – sie haben einen Masseverschluss. Die erste dieser Pistolen, die auf den Markt kam, war die in Belgien hergestellte FN Browning Modell 1900 und die FN Browning Modell 1910, in den USA war es das Colt Modell 1903 Hammerless. Bei diesen Pistolen ist der Lauf starr im Griffstück gelagert, und der Verschluss wird nur durch die Schließfeder in vorderster Stellung gehalten. Der Nachladevorgang entspricht dem der verriegelten Pistolen mit dem Unterschied, dass sich der Lauf nicht zurückbewegt.
Beim Schuss wird der Verschluss durch den auf die Hülse wirkenden Gasdruck nach hinten beschleunigt. Die Beschleunigung hängt vom Gasdruck sowie vom Verhältnis der nach vorne beschleunigten Masse (Geschoss plus ~1/2 Gasgewicht) zur nach hinten beschleunigten Verschlussmasse nach dem Impulserhaltungssatz ab. Aufgrund der Verschlussmasse ist die Beschleunigungsstrecke wesentlich kürzer als die zylindrische Hülse, was die Liderung gewährleistet. Im weiteren Rücklauf wird der Verschluss durch die Schließfeder gebremst und zum Nachladen wieder nach vorn gebracht. Zu bemerken ist, dass die Schließfeder im Verhältnis zur Verschlussmasse nur einen unbedeutenden Einfluss auf die Beschleunigungsphase des Verschlusses hat.